# Glen Berry
Pour les articles homonymes, voir Berry (homonymie).
Glen Berry (né à Romford, Essex, le 21 avril 1978) est un acteur britannique.
Glen Berry a débuté à l'Anna Scher Théâtre School à Londres en 1993. Ses premiers pas dans le monde du spectacle ont inclus un rôle de skinhead dans une annonce pour un service volontaire, rôle qui l'a en partie stéréotypé, jusqu'à son intérprétation de Jamie dans "Beautiful Thing" en 1996.
On a pu le voir dans plusieurs téléfilms de la BBC tels "Blood and Fire", et "Between Lines". Il eut également un rôle récurrent dans le feuilleton "London Bridge" à partir de 1995. Après Beautiful Thing, Glen Berry, Linda Henry (la mère de Jamie) et Scott Neal (Ste) se sont retrouvés dans "The Bill", autre série télé, où Glen Berry jouait le rôle d'un junkie. En 2003, on a pu aussi le voir dans "Trust", dramatique télé.
Glen Berry s'est retiré du monde du spectacle en 2003. Aujourd'hui, il travaille pour un concessionnaire d'automobiles à Chelmsford en Angleterre.

## Filmographie
- 1995 : London Bridge (série télé)
- 1995 : Prime Suspect 4 : Scent Of Darkness
- 1995 : Grange Hill
- 1996 : Beautiful Thing
- 2001 : My Brother Tom
- 2001 : Midsomer Murders (diffusé en France : Inspecteur Barnaby)
- 2001 : From Hell
- 2003 : Trust (dramatique TV)